# Бос (Нідерланди)
Бос (нід. Bosch) — селище в нідерландській провінції Північний Брабант. Входить до муніципалітету Кранендонк.
Його площа становить 1,95 км², а населення станом на 2021 рік складало 420 осіб.
Перша згадка про населений пункт датується 1307 роком. Наразі у селищі нараховується близько 100 будинків.